# 古山城 (信濃国)
古山城（ふるやまじょう）は、長野県上水内郡小川村にあった日本の城（山城）。布留山城、小川城とも。小川村指定史跡。

## 概要
古山城は小川氏の城で、犀川支流の土尻川と小川川に挟まれた標高780メートルの山頂にある。
小川氏は南北朝時代の末期の1392年（北朝：明徳3年 / 南朝：元中9年）頃に尾張国・三河国を追放されて最勝寺領小川の庄に移り住んだ小川左衛門貞綱によって築城され、三代78年間にわたりこの地域を治めていたと伝えられる。
戦国時代の小川氏は北信濃の村上氏に従属していたが、後に村上氏に背いたため、1505年（永正2年）に村上氏から派遣された大日方長利（のち長政）・香坂安房守らに攻略され、三河国（現在の東浦町）に逃れて姓を「水野」に改めたとされる。これが江戸時代に譜代大名として知られた水野氏の先祖であるとの伝承がある。
この後、古山城は大日方長政の拠城となり「小川殿」と呼ばれた。